# Saint-Sigismond-de-Clermont
Saint-Sigismond-de-Clermont là một xã trong tỉnh Charente-Maritime trong vùng Nouvelle-Aquitaine, tây nam nước Pháp. Xã Saint-Sigismond-de-Clermont nằm ở khu vực có độ cao trung bình 30 mét trên mực nước biển.